# Постојање Бога
Постојање Бога је тема коју су вековима развијали филозофи, теолози и други мислиоци постављањем аргумената за и против. Најчешћи докази за постојање Бога јесу метафизичке, индуктивне и субјективне природе, док су докази против постојања Бога обично емпиријске и дедуктивне природе.
Гледишта заступљена у расправи су атеизам (као неверовање у Бога и као порицање Божијег постојања), теизам (веровање да Бог постоји) и агностицизам (гледиште да је немогуће сазнати постоји ли Бог или не).
Расправа о постојању Бога повлачи и многа друга филозофска питања. Основни проблем је што не постоји универзално прихваћена дефиниција Бога.

## Аргументи за Божију егзистенцију
- Космолошки аргумент тврди да постоји „први узрок“ или „први покретач“ свих ствари које су узроковане или покренуте, а то је Бог.
- Телеолошки аргумент (грч. τέλος тéлос - циљ, сврха) се заснива на томе да у природи постоји сврховитост. Сврховитост свемира нужно претпоставља интелигенцију која поставља сврхе, а то је Бог.
- Номолошки аргумент (грч. νόμος нóмос - закон) наводи да је свет хармонијски уређена целина у којој све ствари стоје у међусобним односима, који су нормирани законима. Та законитост нужно претпоставља ум, који је Бог.
- Онтолошки аргумент се темељи на томе да појам Бога као најсавршенијег бића нужно укључује и његово постојање (божија есенција нужно укључује и божију егзистенцију). Онтолошки доказ има више различитих формулација: Анселмову, Бонавентурину, Декартову, Лајбницову, итд.
- Идејни аргумент је доказ из нужних и вечних истина. А вечне и нужне истине могу постојати само у неком мисаоном бићу које је вечно и нужно. А то биће је Бог.
- Морални аргумент наводи да постојање објективне моралности зависи од постојања највишег законодавца, а то је Бог.
- Етнолошки аргумент је аргумент општег уверења људског рода, који наводи да су сви народи имали појам Бога.

## Аргументи против Божије егзистенције
- Аргумент од слободне воље тврди да су свезнање и слободна воља неспојиви и да је свака концепција Бога која обухвата оба својства сама по себи контрадикторна.
- Парадокс свемогућности, према овом парадоксу постоји бар једна ствар коју свемогуће биће не може да учини, што је супротно претпоставци да је то биће свемоћно.
- Проблем пакла је идеја да бесконачно проклетство за акције почињене у коначном постојању противречи Божијој претпостављеној свеблагонаклоности, свемогућности и свеприсутности.
- Проблем зла је питање како да се објасни зло ако постоји неко божанство које је свеблагонаклоно, свемогуће, свеприсутно и свезнајуће.
- Аргумент противречних откровења оспорава постојање Бога идентификовањем очигледних контрадикција између различитих „светих списа“, у оквиру једног списа, или између „светих списа“ и познатих чињеница.
- Према Судбини неуких лица која никада нису ни чула за одређено откривење могу бити грубо кажњена због тога што се нису понашала у складу са његовим диктатима.
- Аргумент неверовања оспорава постојање свемоћног Бога који жели да људи верују у њега, тврдећи да би такав Бог био успешнији у окупљању верника.
- Аргумент лошег стварања оспорава идеју да је Бог створио живот, на основу тога што су облици живота, укључујући и људе, „лоше дизајнирани“.
- Аналогија Раселовог чајника тврди да терет доказивања постојања Бога лежи на онима који тврде да он постоји а не на онима који тврде да Бог не постоји.